# Irnerius von Bologna

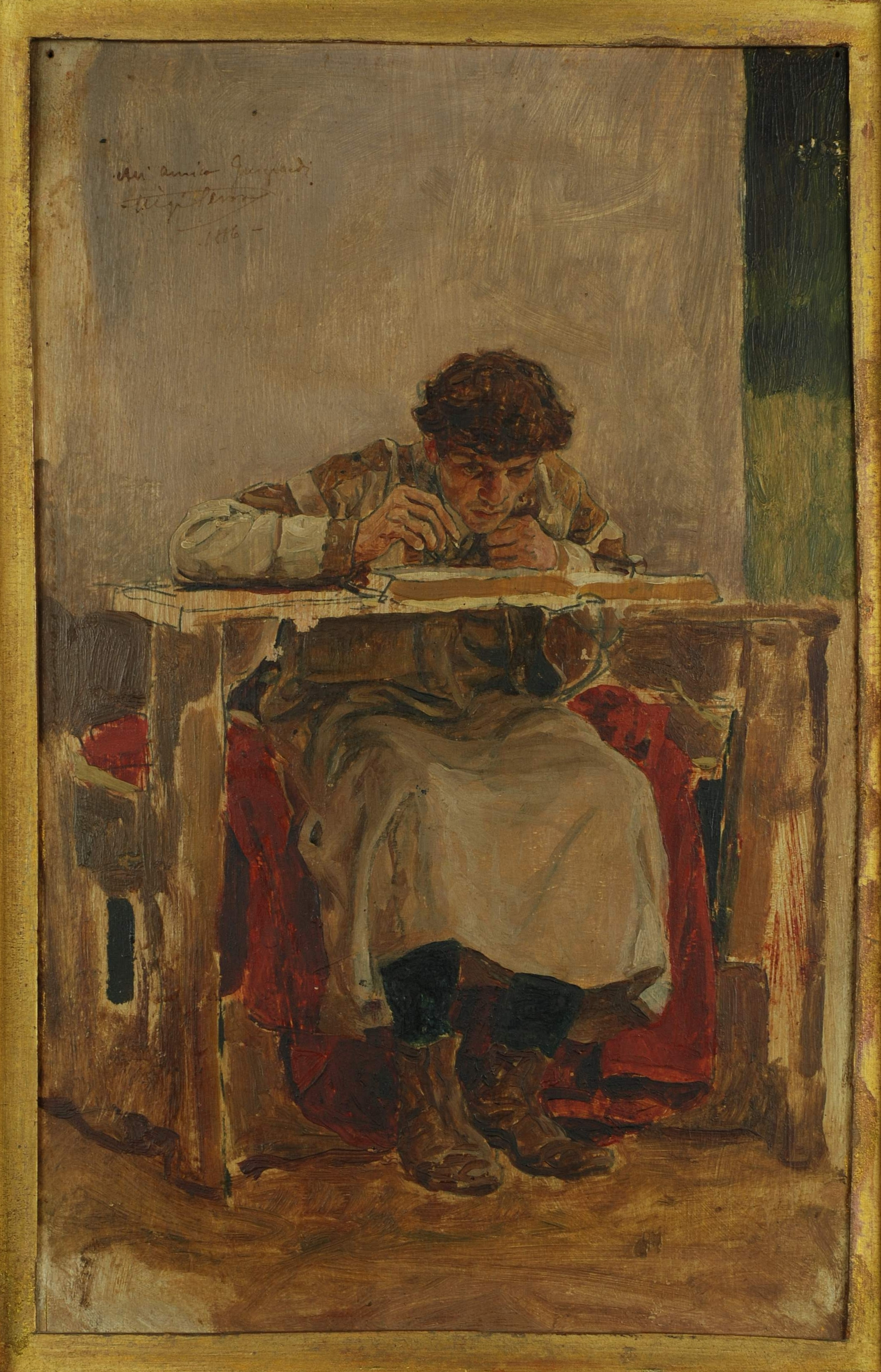
Irnerius von Bologna (1886)

Irnerius von Bologna (auch: Guarnerius, Wernerius; * um 1050; † um 1130) war Begründer der berühmten Glossatorenschule in Bologna, Mittelpunkt mittelalterlicher Lehre des römischen Rechts. Er trug dazu bei, dass ein wesentlicher Teil römischer Rechtstexte bewahrt werden konnte und insbesondere wissenschaftlich bearbeitet wurde.

## Werk und Unterricht
Mit der Wiederentdeckung der sogenannten Littera Florentina, die der Legende zufolge durch die Pisaner bei der Plünderung Amalfis gestohlen und ihnen später von den Florentinern abgejagt wurde, war es den Gelehrten der Zeit möglich, Einblicke in Methode und Rechtspraxis des klassischen römischen Rechts zu nehmen. Die Littera Florentina stellt einen Teil des Corpus iuris civilis dar, die Digesten. Die Digesten waren das Kernstück der gesamten Gesetzessammlung, denn sie enthielten die Auszüge aus den Schriften der Juristen der klassischen Zeit. Eine Behandlung der Digesten musste folgenschwere Auswirkungen haben, denn die Auseinandersetzung mit dem Werk würde unweigerlich ins Zentrum der römischen Rechtstraditionen führen. Unter Auslassung sämtlicher älterer Kommentierungen/Legaturen wurde sie erneut abgeschrieben (littera vulgata oder Bononiensis).
Irnerius war der erste, der diese mit eigenen Kommentierungen (Glossen) in großem Umfang versah. Er lehrte an der Universität von Bologna als magister artium. Irnerius und seine Schüler versuchten, den gewaltigen Rechtsstoff des Corpus iuris civilis mit den Methoden der Bibelexegese und der scholastischen Philosophie zu erschließen. Der Rechtsunterricht war detailverliebt und schwerfällig, wohl aber auf juristisch hohem Niveau. Bedeutsam war für den Unterricht zunächst die vorherrschende Kanonistik, insbesondere das Dekret des Gratian. Die Lehreinheiten des weltlichen Rechts bedurften gewisser Struktur, weshalb die vornehmlich herangezogenen justinianischen Werke des Codex und der Digesten Zuordnungen dahin erhielten, als sie zum Anfänger- beziehungsweise Fortgeschrittenenlehrbuch deklariert wurden. Besonderes Augenmerk wurde auf die Lektüre konkreter Fälle gerichtet, anderes wurde in Zusammenfassung (summae) gelesen und abgehandelt. Gerade die sorgfältig erklärten Rechtsfälle erhielten die umfangreichen Glossenkränze.
Zur ersten Generation von Schülern des Irnerius gehören die vier doctores Bulgarus, Martinus, Jacobus und Hugo, die Kaiser Friedrich Barbarossa auf dem Reichstag in Roncaglia berieten (siehe auch Rezeption des römischen Rechts). Weitere bedeutende Glossatoren waren Azo und Accursius (glossa ordinaria, 1250). Ihnen folgten die Postglossatoren, Kommentatoren, beziehungsweise aus consiliatores hergeleitet auch Konsiliatoren genannt, unter ihnen Baldus de Ubaldis und Bartolus de Saxoferrato.

## Irnerius ein Deutscher?
Irnerius selbst hat Urkunden mit „Wernerius“ unterschrieben; zu seinen Lebzeiten wurde sein Name als „Vernerius“, „Warnerius“, „Vuarnerius“ und „Gernerius“ geschrieben. Wie sich daraus die später allgemein benutzte Benennung „Irnerius“ entwickelt hat, ist unbekannt. Der germanisch klingende Name „Wernerius“ hat zu der Vermutung Anlass gegeben, Irnerius sei deutscher Abstammung gewesen. Solche Namen sind jedoch zu seiner Zeit bei vielen oberitalienischen Personen aus italienischen Familien belegt; auch hat er sich selbst immer als Bologneser bezeichnet.

## Irnerius eine fiktive Person?
Nach umstrittener Ansicht war Irnerius ein Kunstprodukt, ein Mythos der mittelalterlichen rechtswissenschaftlichen Schule/Universität in Bologna.
Nach dieser Ansicht geht der Mythos „Irnerius“ auf einen gewissen Wernerius zurück, der zu Beginn des 12. Jahrhunderts im Umfeld Kaiser Heinrichs V. (1106–1125) erscheint. Dieser „Werner von Bologna“ fungierte in einigen Urkunden Heinrichs als causidicus ‚Anwalt‘ und iudex ‚Richter‘, so in einem kaiserlichen Diplom für die Stadt Bologna. Werner muss auch wohl an der Rechtsschule in Bologna gelehrt haben, vielleicht sind ihm einige der überlieferten Glossen zuzuweisen. Spätere Generationen von Bologneser Rechtsgelehrten machten im Verlauf des 12. und 13. Jahrhunderts aus Werner den Irnerius, den Gründer ihrer Schule, der angeblich die bedeutenden Glossatoren Bulgarus, Martinus Gosia, Jacobus de Boragine und Hugo de Porta Ravennate – die sog. quatuor doctores – zu Schülern hatte. Das kollektive Gedächtnis der Rechtsschule verfälschte so die Anfänge der Bologneser Rechtswissenschaft an der Wende vom 11. zum 12. Jahrhundert. Denn weniger Legisten als Notare standen am Beginn der Rechtswissenschaften in Bologna, die Notare drängten damals auf die Verwissenschaftlichung von Rechtsgeschäften.
Seinen Namen trägt in Bologna die Via Irnerio und ein Digitalisierungsprojekt juristischer Handschriften: Progetto Irnerio.